# Villadose
Villadose är en ort och kommun i provinsen Rovigo i regionen Veneto i Italien. Kommunen hade 4 932 invånare (2018).